# Marcello Bartalini
Marcello Bartalini (nascido em 12 de março de 1962) é um ex-ciclista profissional italiano que competia em provas de estrada. Foi o vencedor e recebeu a medalha de ouro na prova de contrarrelógio por equipes (100 km) nos Jogos Olímpicos de Los Angeles 1984.